# Hidroksimetilbilan sintaza
Hidroksimetilbilan sintaza (EC 2.5.1.61, HMB-sintaza, porphobilinogen deaminaza, pre-uroporfirinogen sintaza, uroporfirinogen I sintaza, uroporfirinogen I sintetaza, uroporfirinogen sintaza, uroporfirinogen sintetaza, porfobilinogen amonijak-lijaza (polimerizacija), (4-(2-karboksietil)-3-(karboksimetil)pirol-2-il)metiltransferaza (hidrolizacija)) je enzim sa sistematskim imenom porfobilinogen:(4-(2-karboksietil)-3-(karboksimetil)pirrol-2-il)metiltransferaza (hidroliza). Ovaj enzim katalizuje sledeću hemijsku reakciju
4 porfobilinogen +H2O {\displaystyle \rightleftharpoons } hidroksimetilbilan + 4 NH3
Ovaj enzim deluje putem postepene adicije pirolilmetilnih grupa.

## Literatura
- Nicholas C. Price; Lewis Stevens (1999). Fundamentals of Enzymology: The Cell and Molecular Biology of Catalytic Proteins (Third изд.). USA: Oxford University Press. ISBN 019850229X.
- Eric J. Toone (2006). Advances in Enzymology and Related Areas of Molecular Biology, Protein Evolution (Volume 75 изд.). Wiley-Interscience. ISBN 0471205036.
- Branden C; Tooze J. Introduction to Protein Structure. New York, NY: Garland Publishing. ISBN 0-8153-2305-0.
- Irwin H. Segel. Enzyme Kinetics: Behavior and Analysis of Rapid Equilibrium and Steady-State Enzyme Systems (Book 44 изд.). Wiley Classics Library. ISBN 0471303097.
- William P. Jencks (1987). Catalysis in Chemistry and Enzymology. Dover Publications. ISBN 0486654605.

## Spoljašnje veze
- Hydroxymethylbilane+synthase на 